# Westelijke Tuopterivier
De Westelijke Tuopterivier  (Samisch: Davip Duoptejohka) is een rivier, die stroomt in de Zweedse gemeente Kiruna. De rivier ontvangt haar water op zuidelijke hellingen van de Salmmeberg. Ze stroomt naar het zuiden langs de Tuoptekloof, door de Noordelijke Tuoptemeren, heeft een aftakking naar en van het Tuoptemeer en stroomt vervolgens naar het Torneträsk. Ze is circa 12 kilometer lang.
Afwatering: Westelijke Tuopterivier → (Torneträsk) → Torne → Botnische Golf